# Buczemla 1
Buczemla 1 (biał. Бучамля 1, Buczamla 1; ros. Бучемль 1, Buczeml 1; hist. Buczemla-Suchowola I, także Buczeml-Suchowola I; biał. Бучамля-Сухаволя I, Buczamla-Suchawola I) – wieś na Białorusi, w obwodzie brzeskim, w rejonie kamienieckim, w sielsowiecie Wojska.

## Historia
W XIX i w początkach XX w. położona była w Rosji, w guberni grodzieńskiej, w powiecie brzeskim, w gminie Ratajczyce.
W dwudziestoleciu międzywojennym leżała w Polsce, w województwie poleskim, w powiecie brzeskim, w gminie Ratajczyce. W 1921 miejscowość liczyła 8 mieszkańców, zamieszkałych w 2 budynkach, wyłącznie Białorusinów wyznania prawosławnego.
Po II wojnie światowej w granicach Związku Sowieckiego. Od 1991 w niepodległej Białorusi.